# Gäddtjärnen (Lima socken, Dalarna, 678100-134477)
Gäddtjärnen är en sjö i Malung-Sälens kommun i Dalarna och ingår i Göta älvs huvudavrinningsområde. Sjön har en area på 0,0894 kvadratkilometer och ligger 577,5 meter över havet.

## Delavrinningsområde
Gäddtjärnen ingår i det delavrinningsområde (677849-134400) som SMHI kallar för Utloppet av Tandsjön. Medelhöjden är 518 meter över havet och ytan är 25,54 kvadratkilometer. Det finns ett avrinningsområde uppströms, och räknas det in blir den ackumulerade arean 37,03 kvadratkilometer. Sittån som avvattnar avrinningsområdet har biflödesordning 3, vilket innebär att vattnet flödar genom totalt 3 vattendrag innan det når havet efter 542 kilometer. Avrinningsområdet består mestadels av skog (53 procent) och sankmarker (24 procent). Avrinningsområdet har 1,89 kvadratkilometer vattenytor vilket ger det en sjöprocent på 7,4 procent.